# Aptos
Aptos前称Bierstadt，是Steve Matteson开发的Grotesque风格无衬线字体。2023年取代之前使用的Calibri字型，成為Microsoft Office套件的新默认字型。

## 历史
Bierstadt得名于科罗拉多州的落基山脉比尔施塔特山，建基于20世纪中叶典型的瑞士字型，命名意在让人想起Helvetica和Arial字型。2021年，该字体与另外四种字型（Grandview、Seaford、Skeena、Tenorite）一同为Microsoft Office和Microsoft 365应用程序使用而创造出来。外界据此认为，Bierstadt有可能接替2007年发布的Microsoft Office标准字型Calibri。
2023年7月，Microsoft宣布Bierstadt将接替Calibri，同时按加利福尼亚州太平洋沿岸的同名地点更名为Aptos。